# Шаріпутра
Шаріпу́тра або Саріпутта (санскр. शारिपुत्र, палі sâriputta, тиб. Шарі-бу, кит.: 舍利子 Shelizi) — один з двох головних учнів Будди Шак'ямуні. Серед учнів Будди його визнавали вищим в мудрості. Часто тільки він міг дати точне і детальне пояснення на деякі питання, що задавалися учням Буддою. Другим видатним учнем Будди, що вважався кращим серед архатів в надприродних божественних здібностях, був Маудгальяяна (Моггаллана). І тільки сам Будда перевершував своїх учнів в мудрості і божественних здібностях.
Іноді в сутрах Шаріпутру називають Упатіссою (Upatissa). Згідно з коментарями, це було рідне ім'я Шаріпутри.

## Біографія
Його батька звали Ванганта, він був брахманом (браміном), його мати звали Рупасарі (Rūpasāri), або просто — Сарі. Добре відоме всім ім'я Саріпутта перекладається як «син Сарі», проте в дитинстві Саріпутта звали інакше.

### Упатісса і Коліта
Недалеко від міста Раджагаха (столиці країни Магадха) розташовувалися два села з назвами Упатісса і Коліта. У цих двох селах колись жили дві брахманські сім'ї, що дружили між собою. Говорили, що їхня взаємна дружба тривала протягом семи поколінь. В одній з цих сімей одного разу народився Саріпутта, в той же день в інший сім'ї народився Моггаллана. У день наречення дитині брахманської дружини Сарі було дано ім'я Упатісса, оскільки він був сином знатної сім'ї цього села. І по тій же самій причині сина жінки Моггаллі назвали Коліта.
Упатісса і Коліта — двоє друзів з дитинства — мали сильні кармічні зв'язки з минулих життів. Коли хлопчики підросли, вони отримали хорошу освіту і досконало освоїли науки того часу.

### У пошуках Вчителя
Одного разу друзі усвідомили непостоянство і вирушили разом шукати шлях визволення від сансари серед шраманів і пустельників. Їм залишалося знайти того, під чиїм керівництвом вони могли б вести аскетичне життя. Спочатку вони приєдналися до громади учнів шрамана Санджай, потім зустрічалися з іншими вчителями, але ніхто з них не зміг відповісти на питання Шаріпутри і Маутгал'яяни про те як досягти припинення страждання, і прийти до незумовленого щастя. У той час біля Раджагріхи, столиці Магадхи, на запрошення царя Бімбісари, в бамбуковому гаю Венувана розташувався Будда Шак'ямуні зі своєю сангхою. За своїм звичаєм ченці громади вранці вирушали з чашею для подаяння в Раджагріху. Так само чинив і високоповажний Асваджіта, якого і зустрів Шаріпутра. Манера поведінки буддійського ченця, то, як просто і в тому ж час гідно, він тримав себе, справило на Шаріпутру сильне враження. Він подумав, що це або архат або той, хто знаходиться на шляху до досягнення. І вирішив запитати, хто його Учитель і в чому сенс Вчення. Асваджіта зізнався, що сам недавно посвячений у ченці, і не може ще з усією глибиною тлумачити Вчення, але сенс його в тому, що «Все, що схильне до виникнення, то схильне до припинення». Шарипутра при цих словах усвідомив, що в них міститься ключ до звільнення. Він подумав: «Воістину, ось те Вчення, якщо тільки рядок його миттєво звільняє від печалі, Вчення, якого не відали раніше протягом багатьох кальп». І Шаріпутра поспішив до Маутгал'яяни, щоб розповісти йому про зустріч. Згідно з коментарями до сутри, у Шаріпутри з минулих життів був сильний кармічний зв'язок з вченням Будди, завдяки йому він відразу досяг «плоду входження в Потік», коли почув з вуст Асваджіти суть вчення. Друг запропонував Шаріпутрі вирушити негайно ж до Будди, але Шаріпутра, вдячний вчителю Санджаю, захотів розділити з ним добру новину про великого Учителя, щоб разом вирушити до Будди. Шраман Санджая через неправильний погляд і прихильність до свого становища відмовився піти з ними. Тоді друзі удвох вирушили в гай Венувана до Будди.

### Два близьких учні Будди Шак'ямуні

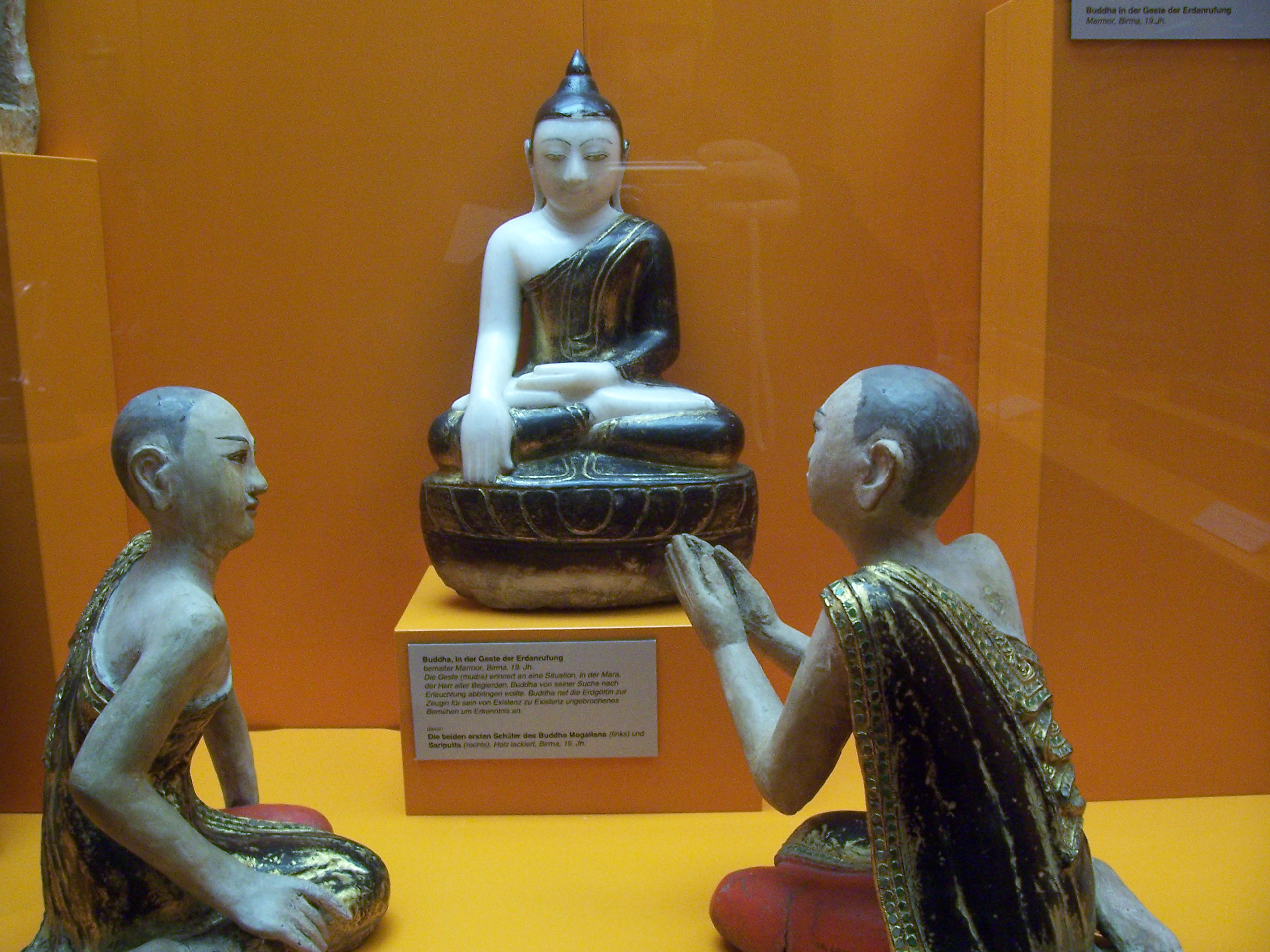
Будда із Шаріпутрою та Маудгальяяною. Бірма, мармур, 19 ст.

У сутрах описується це так: «немов шафранове море оточувало Переможного: в жовтувато-червоних шатах спокійними рядами з прямими спинами і спрямованими на Джину особами сиділи гідні архати, інші ченці, які нещодавно отримали посвяту. Далі в білому одязі сиділи упасаки, учні-миряни. За ними слухав проповіді народ, що прийшов зі столиці; чітко, розмірено і гулко лунало слово Будди, з численними повтореннями сказаного, з поясненнями, наростаючим і віддаленим гуркотом грому віддавалося воно в серцях слухачів. Підходили нові послідовники, кланялися, потім сідали на вільні місця і завмирали… Будда, побачивши Шаріпутру і Маудгальяяну, що наближалися до нього, сказав своїм оточуючим, що ці двоє, які підходять до нього зараз, будуть першими і благороднішими з учнів Його. Обидва шрамани отримали посвячення в ченці від самого Будди».
Серед всіх послідовників Будди Шаріпутра відрізнявся мудрістю. Він часто був єдиним, хто міг дати точне і детальне пояснення на деякі питання, що задавав учням Будда. Другим видатним учнем Будди, що вважався кращим серед архатів в надприродних здібностях, був Маудгал'яяна. Один Будда перевершував їх всіх в мудрості і здібностях.
Відомо, що Маудгальяяна досяг рівня архата вже на сьомий день після посвяти, що само по собі є рекордно швидким терміном. Шаріпутра досяг архатства через два тижні після свого посвячення. Часто Шаріпутру зображують поруч з Буддою Шак'ямуні. Він стоїть у вицвілому чернечому одязі, з посохом мандрівного ченця.

## Спадщина архата Шаріпутри
У Шаріпутри було три молодших брати — Чунда, Упасена, Ревата — і три сестри — Чала, Упачала, Сісупачала. Всі вони згодом приєдналися до чернечої громади. Також згадується дядько і племінник Шаріпутри, яких той привів до Будди і затвердив у вірі у Вчення Будди. Останньою людиною, зі звернених Шаріпутрою на шлях Вчення Будди, була його власна мати. Кількість богів і людей, які утвердилися на шляху до звільнення із сансари завдяки його проповідям, велике. Шаріпутра був прекрасним Вчителем.
Шаріпутра був старшим за віком, ніж Будда і, дізнавшись про те, що скоро настане парінірвана Будди, просив відпустити його до відходу Вчителя. Він покинув тіло незадовго до парінірвани Будди.
Пізніше, коли після відходу в парінірвану Будди Шак'ямуні аргати зібралися, щоб переказати і систематизувати Вчення, багато настанов Шаріпутри увійшли в розділ Абхідхарми (вчення про світобудову, про його закони).
Кажуть, що ці настанови з Абхідхарми одного разу Будда давав богам Небес. Будда на прохання Шаріпутри присвятив його в ті небесні проповіді. Після цього Шаріпутра проповідував їх іншим монахам, своїм підопічним, яких у Шаріпутри було п'ятсот. Тому, хоча Шаріпутра і помер до парінірвани Будди, на кілька місяців раніше від смерті свого Вчителя, ті настанови збереглися і увійшли в Абгідгарму.
У творах Махаяни (таких як Вімалакірті-Сутра і Сутра Лотоса) Шаріпутра представляє традицію шраваків. У цих сутрах він нездатний повністю зрозуміти Махаяну, подану Вімалакірті, і виявляється переможеним у дебатах. Однак в Махаяні Шаріпутра також дуже високо шанується. Відомий діалог між Шаріпутрою та Авалокітешварою (Сутра Серця).

## Махасаттва
Шаріпутра — махасаттва, він пов'язаний з Буддою Шак'ямуні протягом безлічі життів через практику шляху бодхісатви; його розум слідував за своїм Учителем протягом однієї незліченної кальпи і ста тисяч кальп, з часів Будди Аномадассі (Anomadassi, букв. «Володар вищого бачення»). Шаріпутра, Маудгал'яяна, Асваджіта — всі вони були махасаттвами, пов'язаними з Шак'ямуні по минулим життям. Тут ми маємо справу з потоком умів, пов'язаних з тим чи іншим Буддою. Існує цілий ряд історій про те, як Шаріпутра, Махамаудгал'яяна і Будда Шак'ямуні в своїх колишніх втіленнях з життя в життя проносили добрі зв'язки один з одним і звільняючим вченням. Завдяки сильному кармічному зв'язку з минулих життів, Шаріпутра і Маутгал'яяна народилися по сусідству один з одним, разом виросли, ставши близькими друзями, і разом знайшли звільняюче Вчення і свого Вчителя — Будду Шак'ямуні.